# Sankt Matthæus Sogn
Sankt Matthæus Sogn var et sogn i Vesterbro Provsti (Københavns Stift). Sognet lå i Københavns Kommune; indtil Kommunalreformen i 1970 lå det i Sokkelund Herred (Københavns Amt).
Sognet udskiltes i 1880 fra Frederiksberg Sogn. Ændringer blandt andet i 1900, 1905, 1908 og i 1917. 
Sognet med Sankt Matthæus Kirke indgår nu som en del af Vesterbro Sogn.